# Jacques Stern (Kryptologe)
Jacques Stern (* 21. August 1949 in Paris) ist ein französischer Kryptologe, Informatiker und Mathematiker.

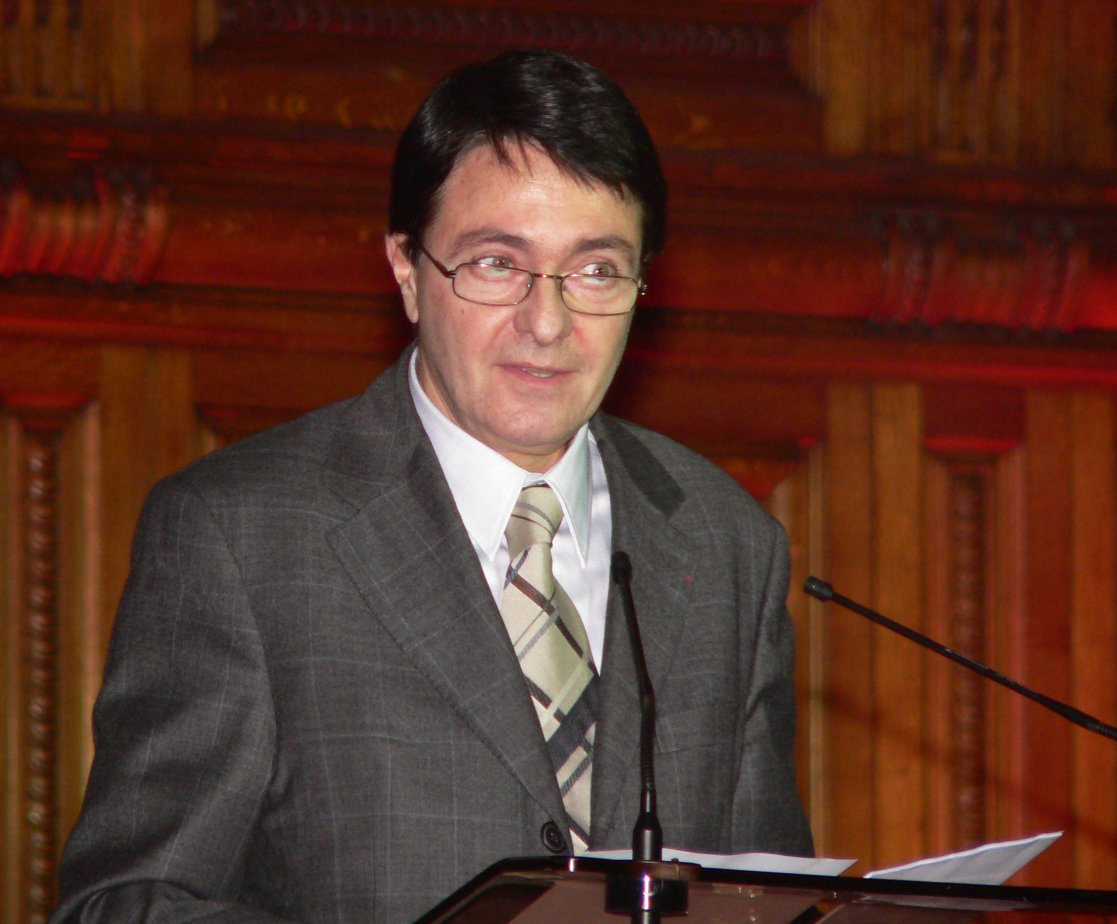
Jacques Stern

## Leben
Stern besuchte das Lycée Louis-le-Grand und studierte ab 1968 an der École normale supérieure (ENS), wo er 1971 seinen Abschluss (Agrégation) in Mathematik machte und 1975 bei Jean-Louis Krivine promoviert wurde (mit einer Arbeit über Mengenlehre). Als Post-Doktorand war er an der University of California, Berkeley. 1974 bis 1978 war er Dozent an der Universität Paris VII, 1979 bis 1986 Professor an der Universität Caen und 1986 bis 1991 Professor an der Universität Paris VII. Seit 1992 ist er Professor an der ENS. Stern war Mitgründer zunächst des Labors und dann der Fakultät für Informatik an der ENS und war 1996 bis 2007 deren Direktor. 2007 bis 2010 war er Vorstandsvorsitzender der Agence nationale de la recherche (ANR). Seit 2010 ist er Berater des französischen Ministers für Forschung und Universitätsausbildung. Seit 2005 ist er außerdem im Verwaltungsrat von Ingenico, einer führenden europäischen Firma für elektronischen Zahlungsverkehr.
Zu seinen Doktoranden zählt Antoine Joux.

## Werk
Stern gilt als einer der Väter der modernen Kryptographie in Frankreich.
In der Kryptanalyse gelang ihm mit Adi Shamir, Vivien Dubois, Pierre-Alain Fouque 2007 der spektakuläre Bruch der Sicherheit von Sflash, eines Systems für Digitale Signaturen, das zuvor im NESSIE Wettbewerb (an dem Stern in der Sektion Blockchiffre mit dem CS Kryptosystem teilnahm, das aber nicht ausgewählt wurde) als Sieger hervorging.
1987 zeigte er, dass kryptographische Systeme, die auf linearen Kongruenzen {\displaystyle x_{i+1}=x_{i}\cdot a+b\,mod\,m} beruhen, wie sie zum Beispiel gerne für Pseudozufallsgeneratoren benutzt werden, kryptographisch unsicher sind, auch wenn nicht alle Bits der erzeugten Zufallszahlenfolgen bekanntgegeben werden (truncated linear congruential generators nach Donald Knuth). Er verwendete dabei Gitterreduktionsalgorithmen, mit denen zuerst Leonard Adleman und Shamir Anfang der 1980er Jahre Knapsack-Public-Key-Systeme gebrochen hatten und mit denen Stern auch bei der Kryptoanalyse von weiteren bis in die 1990er Jahre publizierten Kryptosystemen erfolgreich war.
Mit David Pontcheval entwickelte er Mitte der 1990er Jahre das nach den beiden benannte Stern-Pontcheval Signaturverfahren, das mit dem Elgamal-Signaturverfahren verwandt ist. Sie entwickelten neue Methoden (Forking Lemma) für den Nachweis der Sicherheit des Algorithmus gegen Adaptive chosen message attacks.
Für den AES-Wettbewerb entwickelte er mit anderen die Blockchiffre DFC (Decorrelated Fast Cipher). Mit Serge Vaudenay entwickelte er 1998 die Blockchiffre CS (Chiffre Symétrique) und mit David Naccache, Vaudenay und David M´Raihi 1997 die Blockchiffre xmx.
Mit David Naccache entwickelte er 1998 ein Public-Key-Kryptosystem, das auf dem Problem beruht zu entscheiden, ob eine Zahl eine höhere Potenz in der Restklassenarithmetik ist (Naccache-Stern Kryptosystem). Beide entwickelten zuvor schon 1997 ein Public-Key-Kryptosystem vom Rucksack-Typ (Naccache-Stern knapsack cryptosystem).
Er war mit Marc Girault, Guillaume Poupard an der Entwicklung des Authentifizierungsalgorithmus GPS beteiligt (der nach ihren Anfangsbuchstaben benannt ist), entstanden in Zusammenarbeit mit France Telecom und ab 2005 ISO-Standard. Es beruht auf dem Diskreten Logarithmus Problem.
Stern ist Verfasser eines vertraulichen Berichts für die französische Regierung, der 1999 zu einer Reform der gesetzlichen Geheimhaltungsvorschriften für Kryptographie in Frankreich führte.

## Ehrungen
2006 erhielt er die Médaille d’or du CNRS, nachdem er schon 2005 deren Silbermedaille erhielt. Er ist Offizier der Ehrenlegion und Ehrendoktor der Technischen Militärakademie in Bukarest. 2003 erhielt er den Prix Lazare Carnot der Academie des Sciences und 2008 den Prix Science et Défense. Er erhielt 2007 den RSA Award of Excellence. 2005 wurde er Fellow der International Association for Cryptologic Research.

## Privates
Stern ist verheiratet und hat zwei Kinder. Zu seinen Passionen gehört die klassische Oper.

## Schriften
- La science du secret, Odile Jacob, 1998 (populärwissenschaftlich)
- Fondements mathématiques de l'informatique, McGraw Hill, Paris 1990